# Detlev Fritz
Detlev Fritz (10 de Junho de 1921 - 15 de Novembro de 1967) foi um comandante de U-Boot que serviu na Kriegsmarine durante a Segunda Guerra Mundial.